# Бързея
Бързея е закрито село в Южна България. То се намира в община Кирково, област Кърджали.

## География
Намира се в планински район.